# Jean-Marie Saint-Martin
Pour les articles homonymes, voir Marie Martin (homonymie).
Jean-Marie Saint-Martin est un homme politique français né le 15 avril 1871 à Marignac (Haute-Garonne) et mort le 3 août 1928 à Arlos (Haute-Garonne).

## Biographie
Médecin, il est conseiller général du canton de Saint-Béat en 1912, maire de Saint-Béat en 1919 et sénateur de la Haute-Garonne de 1924 à 1928. Son activité parlementaire est faible et il n'est jamais intervenu en séance publique.

## Sources
- Ressource relative à la vie publique :   - Sénat
- « Jean-Marie Saint-Martin », dans le Dictionnaire des parlementaires français (1889-1940), sous la direction de Jean Jolly, PUF, 1960 [détail de l’édition]
- Notice sur la base Léonore